# Херман Гункел
Херман Гункел (на немски: Hermann Gunkel) е германски протестантски богослов, специалист по екзегеза на Стария завет.

## Биография
Роден е на 23 май 1862 година в Шпринге, Долна Саксония, Кралство Прусия, син на протестантски пастор и брат на Карл Гункел.
Възпитаник на Гьотингенския университет, след дипломирането си преподава в него, създавайки т.нар. религиозно училище. Получава докторска степен и се хабилитира в Гьотинген през 1888 г. с теологична разработка по тълкуването на Библията. Става преподавател по новозаветна литература, а от 1889 преподава и тълкуване на Стария завет в университета Хале-Витенберг, където е съветник на пруския секретар Фридрих Алтоф. От 1895 г. Гункел е доцент по старозаветна литература в Берлинския университет. От 1901 до 1907 г. е назначен за редовен професор в университета. През 1913 г. му е присъдена почетна докторска титла от университета в Осло, на която с благодарност той посвещава на колегията, присъдила му титлата, своята антология „Речи и есета“.
След 1920 г. се завръща да преподава в Хале, където пише коментар по Псалмите. През 1927 г. се пенсионира по здравословни причини, но продължава да преподава по предмета старозаветна литература.
Умира на 11 март 1932 година в Хале на 69-годишна възраст.

## Научна дейност
Херман Гункел е най-видния представител по история на религията на т.нар. религиозно училище. Освен научната си работа по изследване на Стария и Новия завет, най-значителния му научен принос е в развитието на историческия метод в теологията и разширеното използване на литературните методи за обяснение на историята на религията, за които е повлиян от Вилхелм Вундт, и в частност за изясняване значението на митовете и легендите, особено в Стария завет. Научните му дирения и проучвания са свързани почти изцяло със старозаветната история като литературен жанр.

### Специализирани речници
- Трентино-Южен Тирол
- K. Galling: Art. Hermann Gunkel. In: Religion in Geschichte und Gegenwart/RGG 2, 3. Aufl., 1908f.
- BBKL|g/gunkel_h